# Baeda Maryam I
Baeda Maryam I ( Ge'ez : በእደ ማርያም ?; Ba'ida māryām "El que está en la Mano de María ", moderno be'ide māryām) (1448 - 8 de noviembre de 1478) fue el Emperador de Etiopía ( nəgusä nägäst ) del 26 de agosto de 1468 al 8 de noviembre de 1478), y un miembro de la dinastía salomónica.

## Primeros años
Nacido en Debre Berhan, él era el hijo del emperador Zara Yaqob y de Seyon Morgasa. Hacia el final de la vida de y torturados. Por ejemplo: la propia madre de Baeda Maryam I murió de este maltrato en 1462. Baeda Maryam la enterró en secreto en la iglesia de Maqdesa Maryam, cerca de Debre Berhan, y donó incienso y otros obsequios para apoyar a la iglesia.
Posteriormente, Zara Yaqob luego dirigió su ira contra su propio hijo, Baeda Maryam I, no fue sino hasta que los miembros de la Iglesia ortodoxa etíope repararon la brecha entre los dos, y Zara Yaqob designó públicamente a Baeda Maryam I como su sucesor.
Con su propia madre muerta, Baeda Maryam le dio a Eleni, esposa de su padre, el título de Reina Madre. Ella demostró ser un miembro efectivo de la familia real, siendo "era prácticamente co-monarca" durante su reinado. Sin embargo, y pese a esto, Baeda Maryam que no puede mantener unido el vasto imperio que le dejó su padre. Algunas de las provincias periféricas recientemente conquistadas comenzaron a rebelarse, los señores feudales que Zara Yaqob tenía sometidos al control central reafirmaron su autoridad regional, y el clero principal recayó en algunas de las formas de conducta y organización eclesiástica establecidas anteriormente.

## Campañas contra el Dobe'a
El emperador Baeda Maryam conduje una campaña contra los Dobe'as al inicio en su reinado, pero habían huido con su ganado, camellos, y él no podía rastrear a ninguno de ellos. Posteriormente él mismo vigiló el área, pero los Dobe'a lo reconocieron desde la distancia y pudieron huir, sus posesiones ya habían sido evacuadas. En este punto, el "Dankalé", el gobernante de los Afar, se ofreció a intervenir y ayudar en la campaña del Emperador. Envió al Emperador un caballo, una mula cargada de dátiles, un escudo y dos lanzas para mostrar su apoyo, junto con un mensaje que decía: "He establecido mi campamento, oh mi maestro, con la intención de detener a esta gente. Si son tus enemigos, no los dejaré pasar, y los aprovecharé ". Ba'eda Maryam envió a sus hombres contra el Dobe'a otra vez, pero sus hombres fueron derrotados y sufrieron muchas bajas. Ba'eda Maryam estaba en este punto enfurecido, criticando a sus soldados por atacar sin órdenes y declarando su determinación de permanecer en el país de Dobe'a hasta que hubiera sometido al país hasta el punto de poder sembrar allí grano y sus caballos pudieran comer su cultivo.